# Maguzzano
Maguzzano è una località del comune di Lonato del Garda. Attestato in documenti sin dal 1298, fino al 1798 fu comune autonomo, quando sotto la Repubblica Cisalpina fu soppresso e associato a Padenghe costituendo il comune di Padenghe con Maguzzano. Dal 1816 appartiene al comune di Lonato.
Dal punto di vista amministrativo è posta all'interno del comitato di quartiere 6, Barcuzzi - Maguzzano.

## Monumenti e luoghi d'interesse
- Abbazia di Maguzzano, le cui radici risalgono al IX secolo quando fu fondata dai benedettini[6].
- Chiesa di Santa Maria Assunta